# Oakford, Illinois
Oakford là một làng thuộc quận Menard, tiểu bang Illinois, Hoa Kỳ. Năm 2010, dân số của làng này là 286 người.

## Dân số
Dân số qua các năm:
- Năm 2000: 309 người.
- Năm 2010: 286 người.